# عبدالمنعم الجندی
عبدالمنعم الجندی (انگلیسی: Abdel Moneim El-Guindi؛ ۱۲ ژوئن ۱۹۳۶ – ۱۷ مارس ۲۰۱۱) بوکسور اهل مصر بود.
وی در مسابقات کشوری و بین‌المللی در مجموع برندهٔ ۱ مدال برنز شده‌است.